# フルスクリーン

4:3のアスペクト比

フルスクリーン（英語: Full screenまたはfullscreen）は、画面アスペクト比を示す文脈において、初期の標準的なテレビ画面やコンピューターモニターで使われた4:3（1.33:1）の比を指す。4:3のアスペクト比は、映画用フィルムとして最も使いやすかったためフィルムの標準になった。ワイドスクリーン（16:9）は、1990年代と2000年代に人気が高まり始めた。
元々4:3のアスペクト比で作成されたフィルムは、フルスクリーンリリースのために変更する必要はない。他のアスペクト比は、パンアンドスキャン、オープンマット、リフレーミングなどの手法を使用してフルスクリーンに変換する。パンアンドスキャンでは、フィルムの側面をトリミングすることにより、元のフレーム内から4:3画像が抽出される。オープンマットでは、4:3の画像は、撮影されたが劇場公開に使用することを意図していない元のネガフィルムの部分から抽出される。リフレーミングでは、画像内の要素が再配置され、ほとんどの場合、要素を簡単に移動できるCGムービー全体に使用される方法である。

## 歴史
動画カメラの発明以来、標準的なテレビの全画面アスペクト比が使用された。初期のコンピューターモニターは同じアスペクト比を採用し、無声時代の35mmフィルムにもアスペクト比4:3が使われていた。また、オプティカルサウンド・オン・フィルムの登場後、映画芸術科学アカデミーが標準として定義した1.375:1のアカデミー比率に非常に近かった。テレビをこのアスペクト比に一致させることにより、元々35mmフィルムで撮影された映画は、初期のテレビ（1940年代と1950年代）で十分に視聴できた。映画館の観客数が減少したとき、ハリウッドは映画産業をテレビと区別するためにワイドスクリーンのアスペクト比（前述の1.85:1の比率など）を作成した。しかし、21世紀初頭、メーカーがすべての最新の高解像度テレビ、放送用カメラ、コンピューターモニターの16:9/16:10のアスペクト比を支持し始めたため、放送局は世界中で完全に4:3標準を段階的に廃止し始めた。